# Kurtis Kraft 500A
Chronologie des modèles (1952 - 1958)
Kurtis Kraft 4000 Kurtis Kraft 500B
La Kurtis Kraft 500A est une indycar fabriquée entre 1952 et 1958 par Kurtis Kraft. Bill Vukovich remportera deux fois les 500 miles d'Indianapolis (1953 et 1954) à son volant, signant également une pole position (1953) et réalisant 2 fois le meilleur tour (1952 et 1953).
La voiture fut équipée dans un premier temps d'un moteur V8 Offenhauser de 4 500 cm3 puis on verra ensuite apparaître des V8 Chrysler ou DeSoto ainsi qu'une version de 3 000 cm3 compressé du moteur Offenhauser.
De nombreux pilotes ont piloté cette voiture mais elle ne fut qualifiée qu'à huit reprises pour 22 tentatives.

## Sources
- Fiche de la Kurtis Kraft 500A sur statsf1.com